# Quercus stewardiana
Quercus stewardiana là một loài thực vật có hoa trong họ Cử. Loài này được A.Camus miêu tả khoa học đầu tiên năm 1934.

## Hình ảnh